# Élections générales ontariennes de 2003
L'élection générale ontarienne de 2003 se déroule le 2 octobre 2003 afin d'élire les 103 députés de la 38e législature à l'Assemblée législative de l'Ontario (Canada).
L'élection est déclenchée le 2 septembre par le premier ministre Ernie Eves afin de tirer profit d'une tendance à la hausse dans le niveau d'appui au Parti progressiste-conservateur de l'Ontario suivant la panne d'électricité nord-américaine de 2003. Toutefois, c'est le Parti libéral de l'Ontario, dirigé par Dalton McGuinty, qui remporte la victoire et est conduit au pouvoir avec un gouvernement majoritaire.

## Sondages
|                                              |
| - Progressiste-conservateurs - Libéral - NPD |

| Dernier jour du sondage                                                                       | Lib  | P.-C. | NPD  | Vert | Autres | Sondeur    | Échantillon | ME    | Source |
| --------------------------------------------------------------------------------------------- | ---- | ----- | ---- | ---- | ------ | ---------- | ----------- | ----- | ------ |
| Dernier jour du sondage                                                                       |      |       |      |      |        | Sondeur    | Échantillon | ME    | Source |
| Résultats du vote                                                                             | 46,4 | 34,6  | 14,7 | 2,8  | 2,1    |            |             |       |        |
| 21 septembre 2003                                                                             | 49   | 31    | 16   | NC   | 4      | Environics | 713         | ± 3,7 | HTML   |
| 7 septembre 2003                                                                              | 45   | 43    | 12   | 0    | 0      | SES        | 500         | ± 4,5 | PDF    |
| Déclenchement officiel des élections générales (2 septembre 2003)                             |      |       |      |      |        |            |             |       |        |
| 17 août 2003                                                                                  | 51   | 36    | 11   | 1    | 2      | Ipsos      | 485         | NC    | PDF    |
| 13 août 2003                                                                                  | 47   | 36    | 14   | 1    | 2      | Ipsos      | 305         | NC    | PDF    |
| 7 juillet 2003                                                                                | 46   | 33    | 17   | NC   | 4      | Environics | 1 008       | ± 3,1 | HTML   |
| 11 juin 2003                                                                                  | 48   | 35    | 14   | 1    | 2      | Ipsos      | 1 002       | ± 3,1 | HTML   |
| 27 mai 2003                                                                                   | 53   | 32    | 15   | 0    | 0      | SES        | 500         | ± 4,5 | PDF    |
| 25 avril 2003                                                                                 | 50   | 31    | 16   | NC   | 3      | Environics | 1 000       | ± 3,1 | HTML   |
| 19 avril 2003                                                                                 | 48   | 31    | 16   | 4    | 1      | Ipsos      | 1 000       | ± 3,1 | HTML   |
| 2 avril 2003                                                                                  | 53,2 | 33,9  | 11,3 | NC   | 1,8    | Ekos       | 703         | ± 3,7 | PDF    |
| 20 février 2003                                                                               | 43   | 36    | 15   | 5    | 1      | Ipsos      | 1 000       | ± 3,1 | HTML   |
| 27 janvier 2003                                                                               | 44   | 34    | 19   | 3    | 0      | SES        | 500         | ± 4,5 | PDF    |
| 22 janvier 2003                                                                               | 43   | 34    | 18   | NC   | 5      | Environics | 1 000       | ± 3,1 | HTML   |
| 4 janvier 2003                                                                                | 45   | 38    | 14   | 3    | 0      | Ipsos      | 1 001       | ± 3,1 | HTML   |
| 30 octobre 2002                                                                               | 44   | 36    | 18   | NC   | 2      | Environics | 1 000       | ± 3,1 | HTML   |
| 13 septembre 2002                                                                             | 47   | 39    | 13   | 1    | 0      | SES        | 500         | ± 4,5 | PDF    |
| 15 août 2002                                                                                  | 44   | 42    | 13   | NC   | 1      | Ipsos      | 1 000       | ± 3,1 | HTML   |
| 1er juin 2002                                                                                 | 52   | 34    | 11   | 3    | 0      | SES        | 500         | ± 4,5 | PDF    |
| 28 avril 2002                                                                                 | 50   | 32    | 14   | NC   | 4      | Environics | 1 004       | ± 3,1 | HTML   |
| Ernie Eves devient chef des progressistes-conservateurs et premier ministre (15 février 2002) |      |       |      |      |        |            |             |       |        |
| 27 janvier 2002                                                                               | 53   | 36    | 11   | 0    | 0      | SES        | 500         | ± 4,5 | PDF    |
| 15 janvier 2002                                                                               | 53   | 32    | 14   | NC   | 1      | Environics | 1 004       | ± 3,1 | HTML   |
| 31 octobre 2001                                                                               | 50   | 32    | 15   | NC   | 3      | Environics | 1 001       | ± 3,1 | HTML   |
| Mike Harris annonce qu'il a l'intention de démissionner (16 octobre 2001)                     |      |       |      |      |        |            |             |       |        |
| 26 septembre 2001                                                                             | 53   | 37    | 10   | 0    | 0      | SES        | 500         | ± 4,5 | PDF    |
| 17 juillet 2001                                                                               | 55   | 29    | 13   | NC   | 3      | Environics | 1 003       | ± 3,1 | HTML   |
| 14 juin 2001                                                                                  | 53   | 33    | 12   | NC   | 2      | Ipsos      | 1 000       | ± 3,1 | PDF    |
| 25 avril 2001                                                                                 | 50   | 34    | 14   | NC   | 2      | Ipsos      | 1 000       | ± 3,1 | HTML   |
| 3 avril 2001                                                                                  | 45   | 33    | 15   | NC   | 7      | Environics | 1 004       | ± 3,1 | HTML   |
| 19 février 2001                                                                               | 51   | 31    | 15   | NC   | 3      | Ipsos      | 1 000       | ± 3,1 | HTML   |
| 16 janvier 2001                                                                               | 51   | 31    | 14   | NC   | 4      | Environics | 1 012       | ± 3,1 | HTML   |
| 20 décembre 2000                                                                              | 46   | 34    | 13   | NC   | 8      | Ipsos      | 1 000       | ± 3,1 | HTML   |
| 20 octobre 2000                                                                               | 47   | 35    | 15   | NC   | 3      | Environics | 1 006       | ± 3,1 | HTML   |
| 12 octobre 2000                                                                               | 50   | 36    | 14   | 0    | 0      | Ipsos      | 1 000       | ± 3,1 | HTML   |
| 29 août 2000                                                                                  | 46   | 39    | 15   | NC   | 1      | Angus Reid | 1 002       | ± 3,1 | PDF    |
| 2 juillet 2000                                                                                | 45   | 40    | 14   | NC   | 1      | Environics | 1 020       | ± 3,1 | HTML   |
| 13 juin 2000                                                                                  | 45   | 38    | 15   | NC   | 2      | Angus Reid | 1 000       | ± 3,1 | HTML   |
| 29 décembre 1999                                                                              | 42   | 36    | 17   | NC   | 5      | Angus Reid | 1 000       | ± 3,1 | PDF    |
| 21 décembre 1999                                                                              | 42   | 42    | 15   | NC   | 1      | Environics | 1 016       | ± 3,1 | HTML   |
| 7 novembre 1999                                                                               | 41   | 45    | 12   | NC   | 2      | Environics | 1 009       | ± 3,1 | HTML   |
| 5 juillet 1999                                                                                | 36   | 47    | 15   | NC   | 2      | Environics | 1 014       | ± 3,1 | HTML   |
| Élections de 1999                                                                             | 39,9 | 45,1  | 12,6 | 0,7  | 1,7    |            |             |       |        |

## Résultats

### Résultats par parti politique
| Parti | Parti                           | Chef                            | Candidats | Sièges | Sièges | Sièges | Sièges | Voix      | Voix   | Voix  |
| Parti | Parti                           | Chef                            | Candidats | 1999   | diss.  | Élus   | +/-    | Nb        | %      | +/-   |
| ----- | ------------------------------- | ------------------------------- | --------- | ------ | ------ | ------ | ------ | --------- | ------ | ----- |
|       | Libéral                         | Dalton McGuinty                 | 103       | 35     | 36     | 72     | +36    | 2 090 001 | 46,4 % | +6,6  |
|       | Progressiste-conservateur       | Ernie Eves                      | 103       | 59     | 56     | 24     | -32    | 1 559 181 | 34,6 % | -10,5 |
|       | Nouveau Parti démocratique      | Howard Hampton                  | 103       | 9      | 9      | 7      | -2     | 660 730   | 14,7 % | +2,1  |
|       | Vert                            | Frank de Jong                   | 102       | -      | -      | -      | -      | 126 651   | 2,8 %  | +2,1  |
|       | Coalition des familles          | Giuseppe Gori                   | 51        | -      | -      | -      | -      | 34 623    | 0,8 %  | +0,2  |
|       | Freedom                         | Paul McKeever                   | 24        | -      | -      | -      | -      | 8 376     | 0,2 %  | +0,1  |
|       | Communiste                      | Elizabeth Rowley                | 6         | -      | -      | -      | -      | 2 187     | 0,1 %  | 0     |
|       | Libertarien                     | Sam Apelbaum                    | 5         | -      | -      | -      | -      | 1 991     | 0 %    | 0     |
|       | Confederation of Regions        | Aucun                           | 1         | -      | -      | -      | -      | 293       | 0 %    | -     |
|       | Indépendant/Aucune appartenance | Indépendant/Aucune appartenance | 24        | -      | 1      | -      | -1     | 13 211    | 0,3 %  | -0,3  |
|       | Renouveau indépendant           | Renouveau indépendant           | 10        | -      | -      | -      | -      | 3 402     | -      | -     |
|       | Libéral indépendant             | Libéral indépendant             | 1         | -      | -      | -      | -      | 3 259     | -      | -     |
|       | Réformiste indépendant          | Réformiste indépendant          | 1         | -      | -      | -      | -      | 586       | -      | -     |
|       | Ligue communiste                | Ligue communiste                | 1         | -      | -      | -      | -      | 204       | -      | -     |
|       | Autres indépendants             | Autres indépendants             | 11        | -      | -      | -      | -      | 5 760     | -      | -     |
|       | Vacant                          | Vacant                          | Vacant    | Vacant | 1      |        |        |           |        |       |
| Total | Total                           | Total                           | 546       | 103    | 103    | 103    |        | 4 497 244 | 100 %  |       |

- Des candidats du Parti réformiste indépendant et de la Ligue communiste se sont également présentés en tant qu'indépendants.

- Costas Manios s'est présenté en tant que « Libéral indépendant » après avoir été refusé en tant que candidat libéral dans Scarborough-Centre. La député sortante Claudette Boyer avait siégé à l'Assemblée législative en tant que libéral indépendante de 2001 à 2003.

- Il est possible que d'autres candidats qui apparaissaient sur le bulletin en tant qu'indépendants étaient des candidats pour des partis non-enregistrés.

### Répartition des sièges
| Parti libéral | Parti progressiste-conservateur | Nouveau Parti démocratique |
| 72 sièges     | 24 sièges                       | 7 sièges                   |
| ^             |                                 |                            |
| majorité      |                                 |                            |

## Source
- (en) Cet article est partiellement ou en totalité issu de l’article de Wikipédia en anglais intitulé « Ontario general election, 2003 » (voir la liste des auteurs).